# Can Regater
Can Regater és una masia de Sant Pere de Castanyadell, municipi de Vilanova de Sau (Osona), inclosa en l'Inventari del Patrimoni Arquitectònic Català.

## Descripció
Edifici civil.
Masia de planta quadrada coberta a dues vessants amb el carener perpendicular a la façana, orientada a migdia. Presenta un portal rectangular, descentrat del cos de l'edificació, dues finestres a la planta, tres al primer pis i una sota el carener. A ponent hi ha només una finestra, la paret de tramuntana es troba adossada a la penya i és cega. La de llevant es troba molt malmesa i s'està restaurant.
Les parets mitgeres són molt gruixudes i a cada planta s'hi distribueixen quatre habitacions intercomunicades.
És construïda amb pedra vermellosa, principalment granit, pròpia de les Guilleries. És pedra basta unida amb argamassa de fang.

## Història
Masia situada dins el terme de l'antiga parròquia de Sant Pere de Castanyadell, que junt amb les parròquies de Santa Maria de Vilanova, Sant Romà de Sau, Sant Andreu de Bancells i Sant Martí de Querós formaven part del terme civil de Sau.
Al segle xvi aquesta parròquia comptava amb 6 o 7 famílies, entre les quals Can REGATER no hi figura, és fàcil que aquesta masia es construís als segles següents, moment en què Sant Pere va experimentar un cert creixement demogràfic de manera que al segle xix comptava amb 19 famílies; malgrat aquesta hipòtesi no hi ha cap dada que ho verifiqui.
El Nomenclàtor de 1860, la descriu com Casa situada a 6 km de la capital de l'Ajuntament, un edifici de dues plantes habitat constantment.
La casa ha estat objecte d'una acurada restauració, i tant ella com els jardins que l'envolten, presenten molt bon aspecte.